# Tour du Sahel
Il Tour du Sahel (it. Giro del Sahel) è una corsa a tappe maschile di ciclismo su strada che si svolge ogni anno in Mauritania. Dal 2023 è entrato a far parte dell'UCI Africa Tour come evento di classe 2.2.

## Albo d'oro
Aggiornato all'edizione 2023.
| Anno      | Vincitore            | Secondo           | Terzo                     |
| --------- | -------------------- | ----------------- | ------------------------- |
| 2018      | El Houcaine Sabbahi  | Aymen Merdj       | Bécaye Traoré             |
| 2019      | Grzegorz Kwiatkowski | Allaeldin Ahmouda | Abdeladim Al Moutaouakkel |
| 2020      | El Houcaine Sabbahi  | Yasser Tahiri     | Lahcene Sabbahi           |
| 2021-2022 | Non disputato        | Non disputato     | Non disputato             |
| 2023      | Adil El Arbaoui      | Achraf Ed Doghmy  | El Houcaine Sabbahi       |